# Biogeokemi
Biogeokemi är vetenskapen om biologiska, geologiska, geokemiska, kemiska och fysikaliska processer som styr de kemiska grundämnenas och föreningarnas flöden i naturen. Huvudfokus inom biogeokemin är att studera flöden, biogeokemiska kretslopp, av kemiska grundämnen i och mellan olika delar av jordens beståndsdelar: biosfären, hydrosfären, atmosfären, kryosfären, pedosfären och litosfären. I synnerhet är biogeokemi studiet av cykler av kemiska element som kol och kväve, och deras interaktioner med och införlivande i levande objekt som transporteras genom biologiska system i jordskala i rum och tid. Fältet fokuserar på kemiska kretslopp som antingen drivs av eller påverkar biologisk aktivitet. Särskild vikt läggs vid studiet av kol-, kväve-, syre-, svavel-, järn- och fosforcykler. Biogeokemi är en systemvetenskap som är nära besläktad med systemekologi.

## Historik

### Grekiska antiken
Tidiga greker etablerade kärntanken med biogeokemi att naturen består av cykler.

### 1700-1800-talen
Jordbruksintresset av 1700-talets markkemi ledde till bättre förståelse för näringsämnen och deras koppling till biokemiska processer. Detta förhållande mellan kretsloppen av organiskt liv och deras kemiska produkter utökades ytterligare av Dumas och Boussingault i en uppsats från 1844 som anses vara en viktig milstolpe i utvecklingen av biogeokemi. Jean-Baptiste Lamarck använde först termen biosfär 1802, och andra fortsatte att utveckla konceptet under hela 1800-talet. Tidig klimatforskning av forskare som Charles Lyell, John Tyndall och Joseph Fourier började koppla samman glaciation, väderpåverkan och klimat.

### 1900-talet

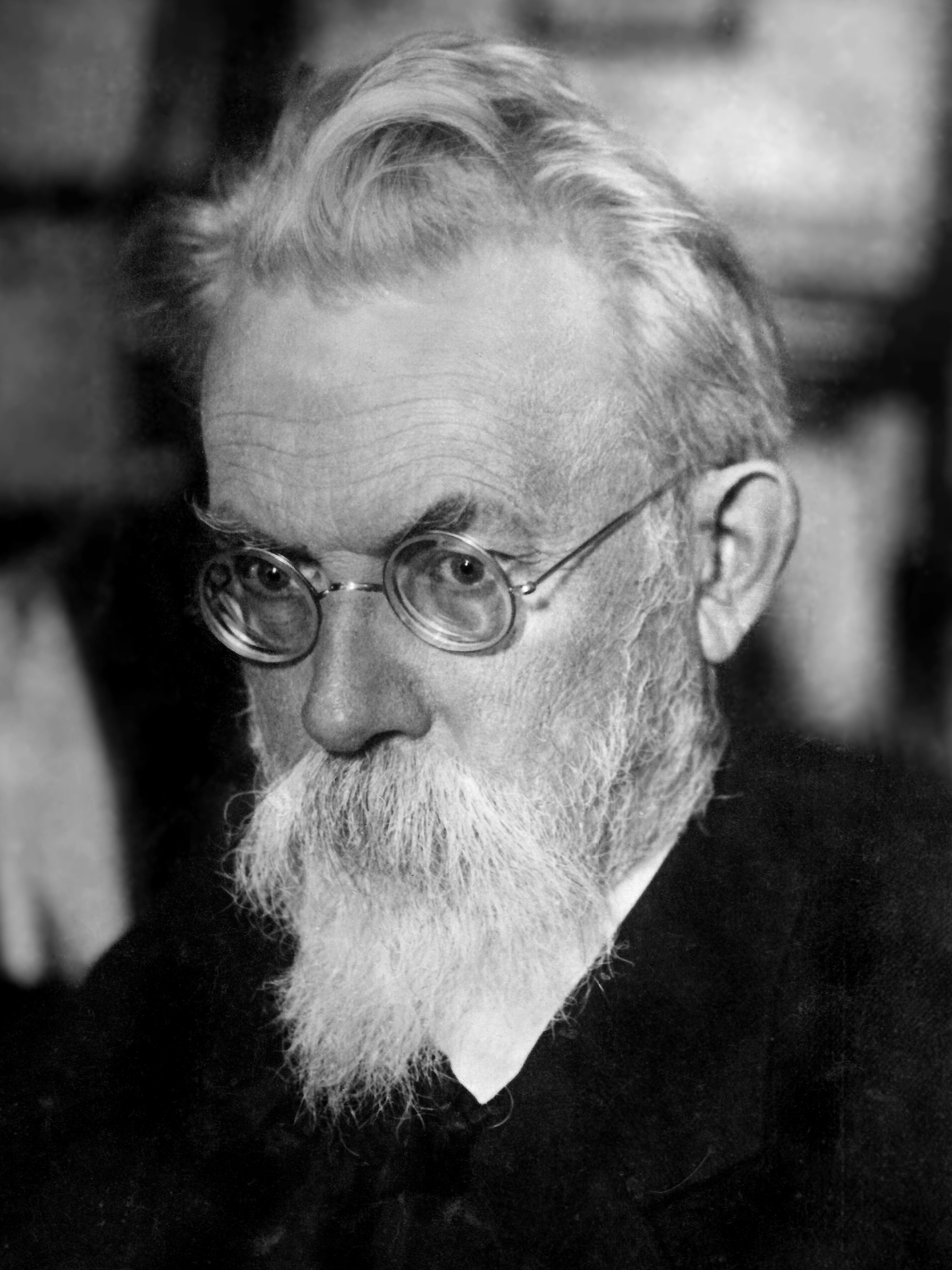
Vladimir Vernadskij, grundare av biogeokemin

Grundaren av modern biogeokemi var Vladimir Vernadskij, en rysk och ukrainsk vetenskapsman vars bok The Biosphere från 1926, enligt Mendeleevs tradition, formulerade en fysik om jorden som en levande helhet. Vernadsky särskiljde tre sfärer, där en sfär var ett begrepp som liknar begreppet ett fasrum. Han observerade att varje sfär hade sina egna utvecklingslagar och att de högre sfärerna modifierade och dominerade de lägre:
1. Abiotisk sfär – alla icke-levande energi- och materialprocesser
2. Biosfär – de livsprocesser som lever inom den abiotiska sfären
3. Nöesis eller noosfär – den mänskliga kognitiva processens sfär

Mänskliga aktiviteter (till exempel jordbruk och industri) förändrar biosfären och den abiotiska sfären. I den samtida miljön är mängden inflytande människor har på de andra två sfärerna jämförbar med en geologisk kraft (se Antropocen).
Den amerikanske limnologen och geokemisten G. Evelyn Hutchinson har tillskrivets beskrivningen av den breda omfattningen och principerna för detta nya område. På senare tid har de grundläggande delarna av disciplinen biogeokemi omformulerats och populariserats av den brittiske vetenskapsmannen och författaren, James Lovelock, under etiketten  Gaia Hypothesis. Lovelock betonar ett koncept om att livsprocesser reglerar jorden genom återkopplingsmekanismer för att hålla den beboelig. Manfred Schidlowskis forskning handlade om den tidiga jordens biokemi.

## Biogeokemiska kretslopp
Biogeokemiska kretslopp är de vägar genom vilka kemiska ämnen cirkulerar (vänds eller förs genom) de biotiska och abiotiska avdelningarna på jorden. Den biotiska avdelningen är biosfären och de abiotiska avdelningarna är atmosfären, hydrosfären och litosfären. Det finns biogeokemiska kretslopp för kemiska grundämnen, som kalcium, kol, väte, kvicksilver, kväve, syre, fosfor, selen, järn och svavel, såväl som molekylära cykler, som för vatten och kiseldioxid. Det finns också makroskopiska cykler, som stencykeln, och mänskliga inducerade cykler för syntetiska föreningar som polyklorerade bifenyler (PCB). I vissa cykler finns det reservoarer där ett ämne kan förbli eller bindas under en lång tid.

## Forskning
Forskningsgrupper för biogeokemi finns på många universitet runt om i världen. Eftersom detta är ett mycket tvärvetenskapligt område är dessa belägna inom ett brett spektrum av värddiscipliner som atmosfärsvetenskap, biologi, ekologi, geomikrobiologi, miljökemi, geologi, oceanografi och markvetenskap. Dessa är ofta indelade i större discipliner som geovetenskap och miljövetenskap.
Många forskare undersöker de biogeokemiska kretsloppen för kemiska grundämnen som kol, syre, kväve, fosfor och svavel, samt deras stabila isotoper. Spårelementens kretslopp, som spårmetaller och radionuklider, studeras också. Denna forskning har uppenbara tillämpningar vid prospektering av malmfyndigheter och olja, och vid sanering av miljöföroreningar.
Några viktiga forskningsområden för biogeokemi är:
- modellering av naturliga system
- återvinningsprocesser för jord- och vattenförsurning
- eutrofiering av ytvatten
- kolbindning
- miljösanering
- global förändring
- klimatförändringar
- biogeokemisk prospektering efter malmfyndigheter
- markkemi
- kemisk oceanografi

## Evolutionär biogeokemi
Evolutionär biogeokemi är en gren av modern biogeokemi som tillämpar studiet av biogeokemiska cykler på jordens geologiska historia. Detta fält undersöker ursprunget till biogeokemiska cykler och hur de har förändrats genom planetens historia, särskilt i relation till livets utveckling.